# Trofeo Internacional de Tenis Ciudad de Albacete
El Trofeo Internacional de Tenis Ciudad de Albacete es un torneo internacional de tenis masculino que se celebra anualmente en la ciudad española de Albacete.
Con sede en el Club de Tenis Albacete, tiene lugar en septiembre sobre una superficie de tierra batida. Su primera edición se disputó en 1980.
En su palmarés de campeones figuran tenistas como Manuel Santana, Rafael Nadal, David Ferrer, Sergi Bruguera, Álex Corretja, Emilio Sánchez Vicario, Albert Costa, Alberto Berasategui, Tomás Carbonell, Víctor Pecci, Nicolás Almagro, Albert Montañés o Fernando Verdasco, entre muchos otros.